# Tratamiento de aguas residuales industriales

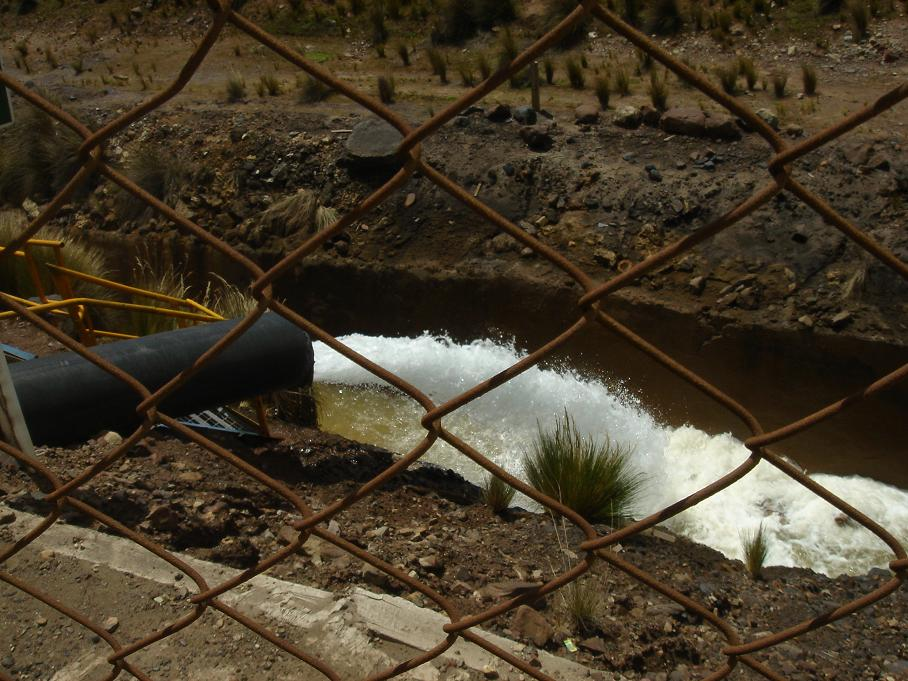
Efluente de aguas residuales con pH neutralizado, de un drenaje de dique de cola de una mina, en Perú.

El tratamiento de aguas residuales de origen industrial  incluye el mecanismo y proceso usado para tratar aguas residuales que han sido contaminadas por algún medio por actividades de  origen antropogénico industrial o comercial y luego son liberadas al medio ambiente o re-utilizadas. El lugar donde se realiza el proceso se le denomina estación depuradora de aguas residuales industriales o EDARI. Sin embargo, muchas industrias siguen aún produciendo aguas residuales.
En los casos en que la reutilización de las aguas utilizadas en los procesos productivos no es posible, es importante ajustar el efluente a los límites de vertido contemplados por la legislación vigente.
Las principales técnicas para la depuración de aguas residuales en diferentes sectores de actividad industrial incluyen el tratamiento físico-químico y el tratamiento biológico.

## Tratamiento físico-químico
La depuración físico-química consiste en la eliminación de los contaminantes contenidos en un agua residual por la combinación de métodos químicos (adición de productos químicos para conseguir la precipitación y el volumen y peso adecuados de los lodos) y métodos físicos (decantación y flotación). Dentro del método químico, suele usarse sustancias ácidas y material biológico que permite la adsorción de los metales pesados .

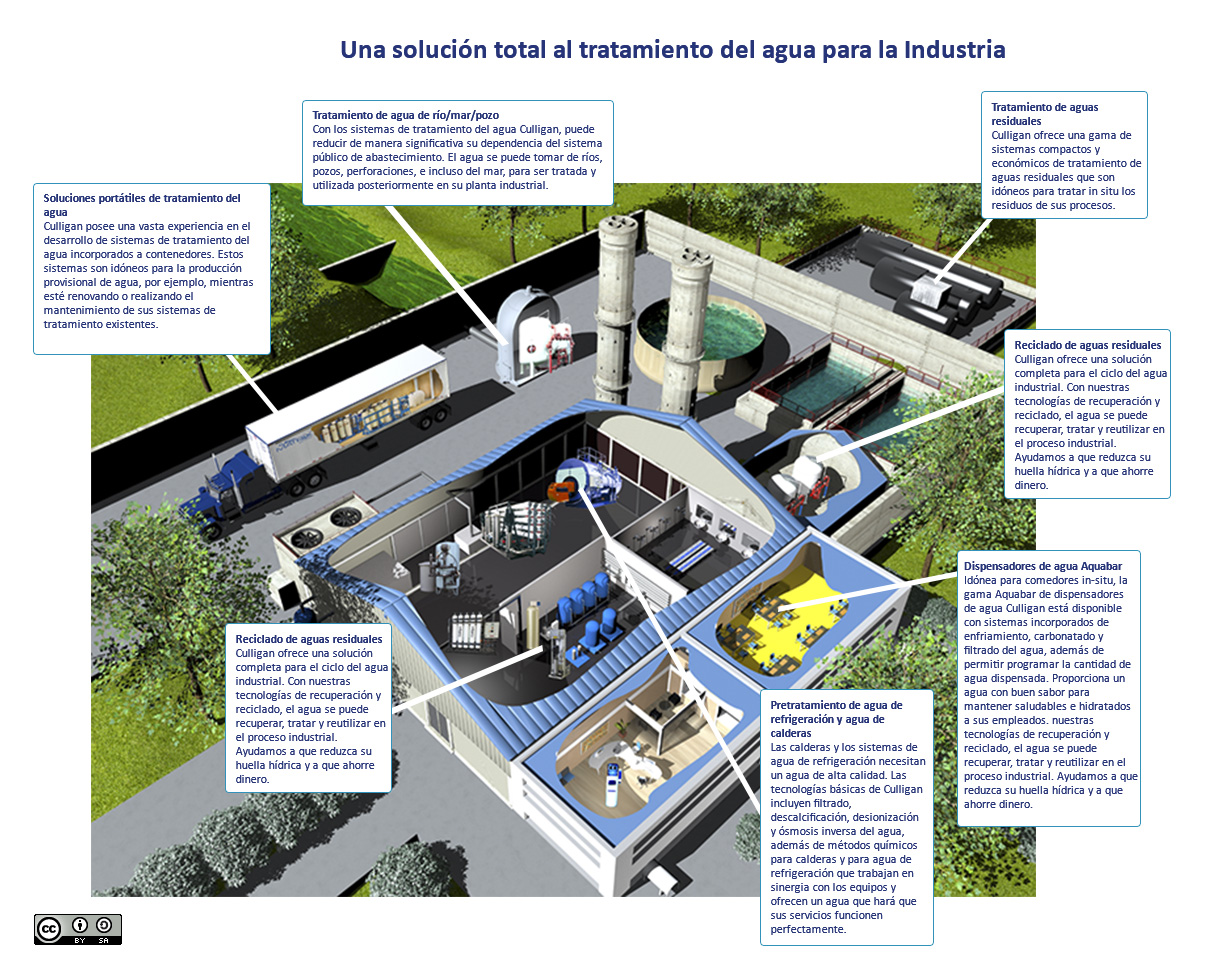
Tratamiento de agua en la industria

## Tratamiento biológico
Existen en el mercado diversos reactores biológicos a membranas. (tipo MBR, de lecho móvil MBBR y secuenciales SBR).
Una empresa de ingeniería medioambiental ha patentado recientemente un modelo denominado BIOCARB, se trata de un reactor de lecho fijo cuyo material de relleno es carbón lignítico granulado, se desarrolló para tratar aguas residuales con contaminantes difíciles de degradar y con color. La inmovilización de biomasa en la superficie del carbón lignítico permite realizar en un solo paso un tratamiento biológico y fisicoquímico de aguas residuales. 
La biorremediación es una forma de tratamiento de aguas residuales industriales, siendo su utilización viable debido a la alta eficacia y bajos costos de implementación, un ejemplo es la utilización de material vegetal para la adsorción de metales pesados
Mediante procesos efectuados en reactores anaeróbicos, tipo UASB o ECSB, es posible degradar grandes cantidades de materia orgánica con un coste relativamente bajo y aprovechando el proceso para la generación de energía.